# アブラガニ
アブラガニ（油蟹、Paralithodes platypus）は、十脚目（エビ目）・ヤドカリ下目・タラバガニ科に分類される甲殻類の一種。名前に「カニ」とあるがヤドカリの仲間に分類される。タラバガニに近縁で食用にもなるが、偽装表示されて流通したことが問題となったことがある。
アオガニ（青蟹）という別名もあるが、これはワタリガニ科のカニの一種 Callinectes sapidus の標準和名としても用いられるので混同しやすい。

## 特徴
甲幅20cmほど。タラバガニよりは小型で、爪がやや長く脚の裏に色素がない。甲羅表面の心域（甲のH字模様の中央下の区画）に4個のとげ状突起があり、6個のタラバガニと区別できる。ただし、ごくまれに5-6個ある個体が見つかる。
生体の体色はタラバガニより青みを帯び、「アオガニ」の別名もここに由来するが、体色では判別し難い。和名の由来は、カニミソが脂っこいという説と、甲羅の表面に油を塗ったような光沢があるという説の2つがある。
日本海、オホーツク海、ベーリング海沿岸域に分布し、特にベーリング海北部で多産する。

## 利用
タラバガニと同様に食用に漁獲されるが、アブラガニの漁期は1月-6月、タラバガニの漁期は7月-12月と重複せず、流通期間も異なる。食味はタラバガニよりやや劣るとされるが、冷凍焼け、茹ですぎ、旬を外すなどで味の落ちたタラバガニと比べると遜色が無くなる。度重なる報道により知名度が向上し、値段も相応に安くなったことから、消費者による指名買いも増えているという。